# تیواتر

تیواتر (به انگلیسی: Thioether) (که گاه سولفید نیز نامیده می‌شود.) یک گروه عاملی در شیمی آلی است که ساختاری به گونه C-S-C دارد. تیواتر مانند اتر است با این تفاوت که به جای اکسیژن، گوگرد دارد. از آن‌جا که گوگرد و اکسیژن در یک گروه از جدول تناوبی عناصر هستند، بسیاری از ویژگی‌های آن‌ها مانند هم است و از همین رو بسیاری از ویژگی‌های در اتر و تیواتر مانند یکدیگر است.